# مارتن شوارزشيلد
مارتن شوارزشيلد (بالألمانية: Martin Schwarzschild) (و. 1912 – 1997 م) هو عالم فلك، وعالم فيزياء فلكية، وفيزيائي، وأستاذ جامعي من ألمانيا. ولد في بوتسدام. كان عضوًا في الجمعية الملكية، والأكاديمية الوطنية للعلوم، والأكاديمية الأمريكية للفنون والعلوم.
توفي في بنسيلفانيا، عن عمر يناهز 85 عاماً.

## التعليم
تعلم في جامعة غوتينغن.

## مناصب وهيئات
أدار جامعة برنستون.

## جوائز وترشيحات
حصل على جوائز منها:
- الميدالية الذهبية للجمعية الفلكية الملكية (1969)
- جائزة المحاضر ليوشيا ويلارد جيبس [الإنجليزية]‏ (1966)
- وسام بروس (1965)
- وسام إدينجتون (1963)
- وسام هنري درابر (1960)
- جائزة المحاضر لهنري نوريس راسيل (1960)
- وسام كارل شفارنسشيلد (1959)
- جائزة بلزان
- وسام الاستحقاق
- قلادة العلوم الوطنية الأمريكية
- وسام الاستحقاق الأمريكي برتبة فيلق
- زمالة غوغنهايم.

ترشح لـ:
- جائزة نوبل في الفيزياء (1965).[8]